# Medarda de Jesús León Uzcátegui
Medarda de Jesús León Uzcátegui, (Caracas, Venezuela, 8 de junio de 1899 - 2002) también conocida como «Maestra Chucha», es una educadora venezolana. Figura en el libro Récord Guinness a la carrera docente más larga del mundo (1911-1998).

## Carrera
Empezó en la enseñanza en la escuela Modelo de Aplicación de Caracas en 1911, cuando tenía apenas 12 años de edad. Figura en el libro Récord Guinness a la carrera docente más larga del mundo (1911-1998).
En 1942 empezó la andadura de su propia academia, la Escuela Uzcátegui, con sede en su casa de Caracas, donde enseñaría hasta 1998, cabe indicar que su trabajo educativo y formativo tuvo tanta trascendencia y permanencia que el libro de los Récord Guinness, correspondiente a la edición de 1994, en la página 217, reseña lo siguiente:

«Maestros más duraderos: Medarda de Jesús León de Uzcátegui, ‘maestra Chucha’, ha enseñado en Caracas, Venezuela, por un total de 81 años. En 1911, a los 12 años ella y sus dos hermanas establecieron allí un colegio que llamaron Modelo de Aplicación. Desde que se casó en 1942, ella ha dirigido su propia escuela que llama Escuela Uzcátegui, desde su casa en Caracas” “La maestra Chucha todavía obtiene la atención de la mayoría de sus pupilos, más de 81 años después de que estableció el colegio con sus hermanas y empezó a enseñar a los niños a leer y a escribir».

En 1991, el Ministerio de Educación le otorga la Orden de Andrés Bello en Clase de Banda de Honor; completando su extraordinaria carrera magisterial de 87 años en 1998. Murió en 2002, a los 103 años de edad. Su legado se mantiene vivo gracias a la labor de su sobrina Graciela Ibarra León en la Escuela Uzcátegui, en donde se imparten clases a niños de bajos recursos y de edades comprendidas entre 3 y 8 años.